# S/2017 J 6
S/2017 J 6 è un satellite naturale di Giove. È stato scoperto da Scott S. Sheppard nel 2017. Appartiene al gruppo di Pasifae.

## Dati orbitali
S/2017 J 6 orbita intorno a Giove con un semiasse maggiore di circa  23245300 km in circa 733,99 giorni, con un'eccentricità di 0,336. L'orbita è retrograda con una inclinazione di circa 149,7°; di conseguenza, la luna si muove in direzione opposta alla rotazione del pianeta.

## Designazione
Poiché la sua orbita è stata determinata con precisione, il satellite ha ricevuto un ordinale: Giove LXVII.